# Torralba Del Río
Torralba Del Río település Spanyolországban, Navarra autonóm közösségben. Torralba Del Río Azuelo, Espronceda, Mirafuentes, Nazar, Bargota és Campezo-Kanpezu községekkel határos. Lakosainak száma 97 fő (2024).

## Népesség
A település népessége az elmúlt években az alábbi módon változott:
| Lakosok száma | 145  | 135  | 139  | 134  | 132  | 120  | 110  | 103  | 99   | 97   |
|               | 2001 | 2004 | 2007 | 2009 | 2012 | 2014 | 2017 | 2019 | 2022 | 2024 |